# Coming Through the Rye
Coming Through the Rye (Brasil: Uma Jornada Inesquecível ) é um filme de 2015 escrito e dirigido por James Steven Sadwith. É estrelado por Alex Wolff e Stefania LaVie Owen como dois adolescentes que tentam encontrar o autor J. D. Salinger, interpretado por Chris Cooper. O filme é baseado na própria busca de Sadwith para encontrar Salinger. É a estreia de Sadwith na direção.

## Elenco
- Alex Wolff - Jamie Schwartz
- Stefania LaVie Owen - DeeDee
- Chris Cooper - J. D. Salinger
- Jacob Leinbach - Hank Marcus
- Eric Nelsen - Ted Tyler
- Kabby Borders - Maureen
- Zephyr Benson - Gerry Schwartz
- Adrian Pasdar - Sr. Tierney

## Lançamento
O filme teve sua estreia mundial no Festival de Cinema de Austin de 2015. Foi lançado em 14 de outubro de 2016 pela Eammon Films e Samuel Goldwyn Films.

## Recepção
No agregador de críticas Rotten Tomatoes, que categoriza as opiniões apenas como positivas ou negativas, o filme tem um índice de aprovação de 70% com base em 23 comentários dos críticos.
Tricia Olszewski, do The Wrap, referiu-se ao filme como "uma doce e convidativa viagem, ocorrendo no outono colorido e acompanhada por uma trilha sonora independente que acalma. É também uma viagem no tempo, oferecendo o som agora arcaico dos toques de uma máquina de escrever e a singularidade de um período em que um homem e uma mulher tinham que se casar para garantir um quarto de motel. A relação incipiente entre Jamie e Deedee é tocante, também, com ambos os atores dando performances naturais, se não excelentes."
Stephen Farber, do The Hollywood Reporter, disse que "Sadwith trabalha habilmente com todos os membros do elenco e também traz um toque visual para as cenas pastorais em New Hampshire. A cinematografia de Eric Hurt é um grande trunfo. A escrita de Sadwith é igualmente perspicaz."